# Trochosa suiningensis
Trochosa suiningensis este o specie de păianjeni din genul Trochosa, familia Lycosidae, descrisă de Peng et al., 1997. Conform Catalogue of Life specia Trochosa suiningensis nu are subspecii cunoscute.